# Forschungsreaktor Proteus

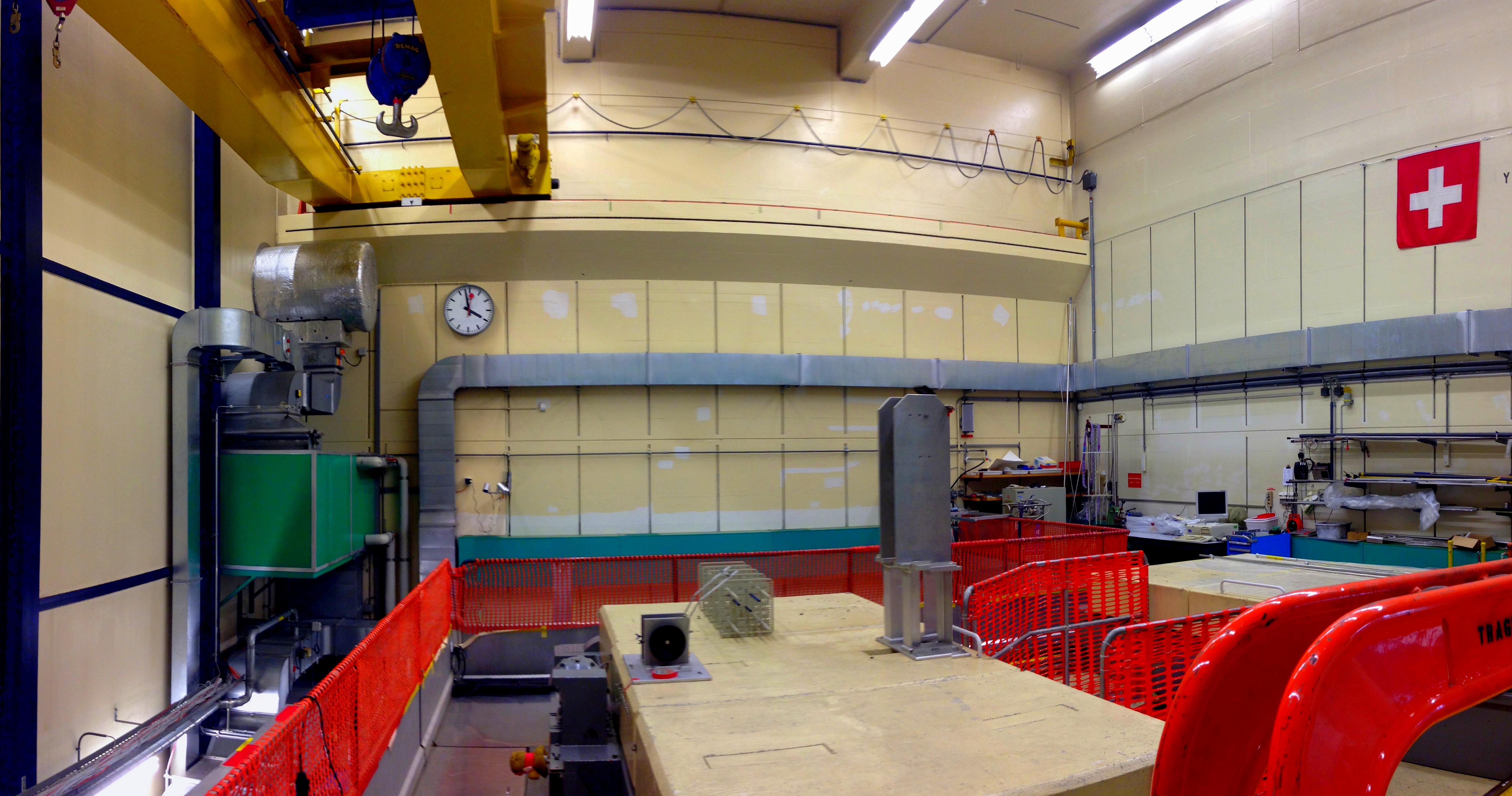

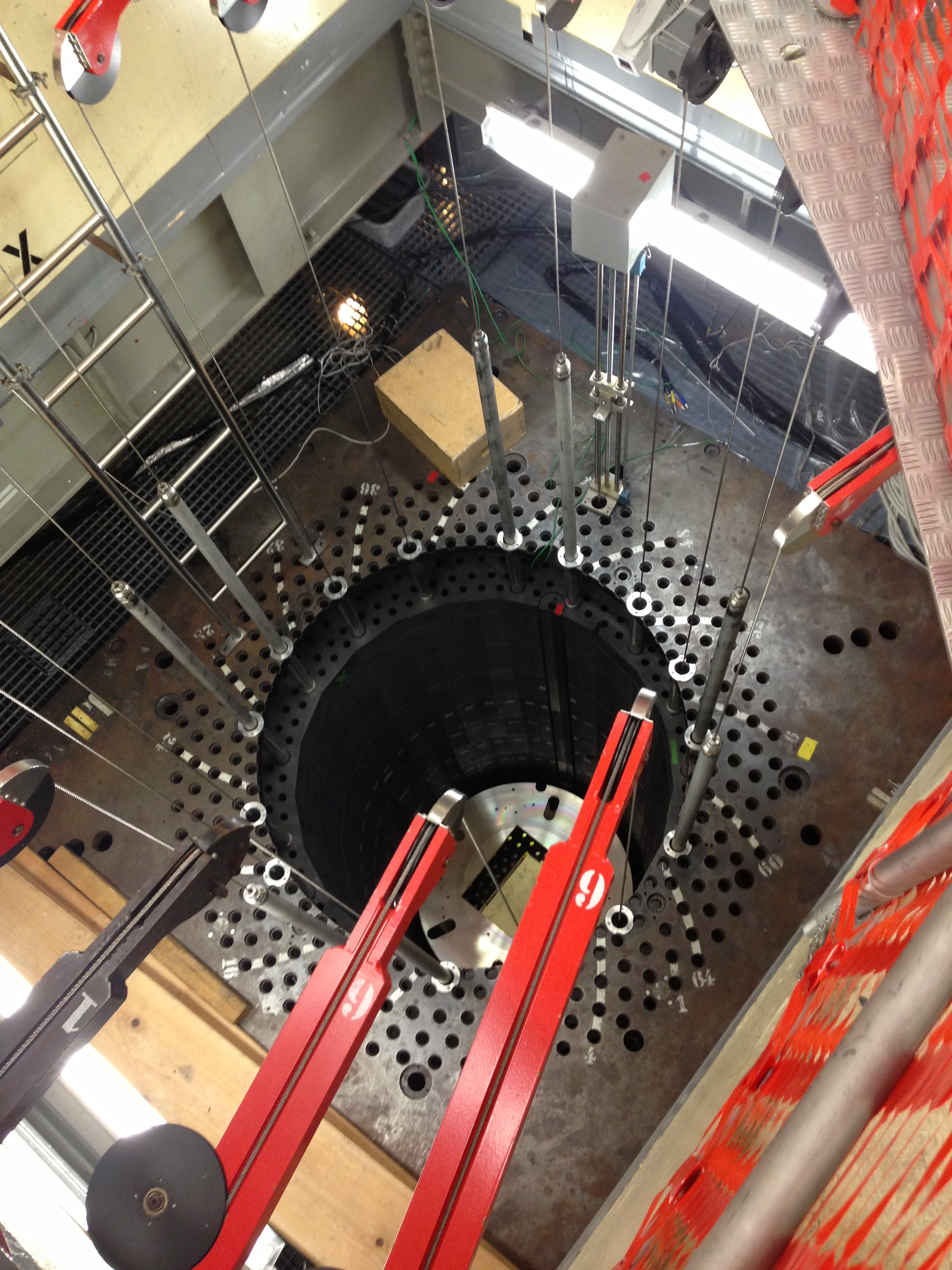

Proteus war ein Forschungsreaktor des Paul Scherrer Instituts. Die Anlage galt als Nullleistungsreaktor, die thermische Maximalleistung betrug 1 kW.
Als Baubeginn gilt der 1. Juni 1965 und als Tag der Inbetriebnahme gibt die IAEA den 1. Januar 1968 an, während das PSI vom Februar 1968 spricht. Der Reaktor wurde im April 2011 außer Betrieb genommen und es wurde mit der Stilllegung begonnen.
Während der 43 Jahren Betriebszeit kam es zu 12 meldepflichtigen Vorkommnissen, jedoch ohne Freisetzung von Radioaktivität oder Kontamination.